# Monstera cenepensis
Monstera cenepensis är en kallaväxtart som beskrevs av Thomas Bernard Croat. Monstera cenepensis ingår i släktet Monstera och familjen kallaväxter. Inga underarter finns listade.